# アフリカの軍事クーデターの一覧

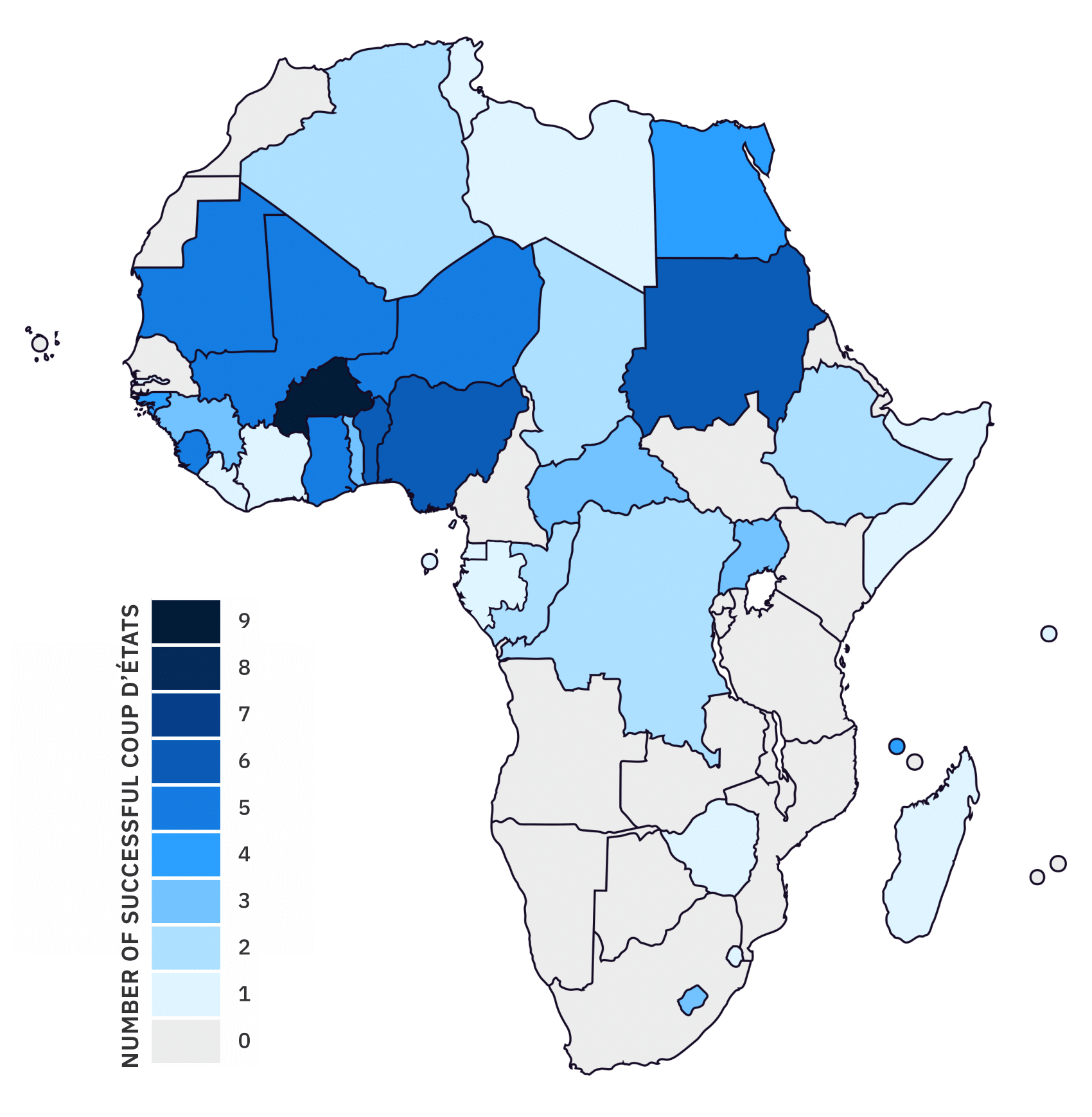
2023年8月時点のアフリカで成功したクーデターの国別の数。

アフリカの軍事クーデターの一覧（アフリカのぐんじクーデターのいちらん）では、20世紀以降のアフリカ地域内での成功した軍事クーデターを一覧とする。
アフリカでクーデターが多発している理由としては、物資の供給不足や、反政府勢力の拡大、給与のトラブルなどが挙げられる。クーデターの多くは、権威主義から民主主義に移行する過程で、既得権益を失う軍部が起こしている。アフリカ内では、列強によるアフリカ分割によって民族の居住地域が分断され、民族間の対立が激しい。また、資源保有国が多いアフリカは資源の呪いにより生活が困窮している。1960年代から1990年代にかけて、政治的安定が達成できていない国が多かった。しかし、冷戦が終わり政治の民主化が進んだ1990年代からはクーデターの発生は減少傾向にある。
アフリカの多くの国は権威主義体制下にあり、政権を打倒するクーデターは国民の支持を受けやすい。世界では生活困窮の打破を期待され、クーデターにより設立された軍事政権は支持を集める傾向にある。軍事政権は生活の安定と政治的改善を約束するが、多くの場合目標が達成されない。アフリカ連合（AU）は加盟各国のクーデターに加盟停止など厳しい措置をとっている。

## 一覧
この一覧では20世紀以降、正規軍の全体または一部によって起こされ、権力が軍に移行したもの（成功したもの）を挙げる。一覧は年代別に早い順に並べる。

### 20世紀
1960年前後は「アフリカの年」と呼ばれ、植民地支配から脱却した。独立したばかりの国々はクーデターの危機にさらされ、1970年から1980年までがクーデターのピークであった。その後、1990年の冷戦の終了により一時的にクーデターが多発した。1960年前後に成立した民主主義機構はクーデターによりほとんど消滅した。
| 名称                               | 発生国           | 発生年 | 備考   |
| ---------------------------------- | ---------------- | ------ | ------ |
| エジプト革命 (1952年)              | エジプト         | 1952年 | [ 11 ] |
| 1963年トーゴクーデター             | トーゴ           | 1963年 | [ 12 ] |
| 1963年ダホメクーデター             | ブルキナファソ   | 1963年 | [ 13 ] |
| 1965年ザイールクーデター           | コンゴ民主共和国 | 1965年 | [ 14 ] |
| 1965年アルジェリアクーデター       | アルジェリア     | 1965年 | [ 15 ] |
| 1966年ガーナクーデター             | ガーナ           | 1966年 | [ 16 ] |
| 1966年ウガンダクーデター           | ウガンダ         | 1966年 | [ 17 ] |
| 年越しクーデター                   | 中央アフリカ     | 1966年 | [ 18 ] |
| 1966年ナイジェリアクーデター       | ナイジェリア     | 1966年 | [ 19 ] |
| 1966年ナイジェリア反クーデター     | ナイジェリア     | 1966年 | [ 19 ] |
| 1967年トーゴクーデター             | トーゴ           | 1967年 | [ 20 ] |
| 1967年シエラレオネクーデター       | シエラレオネ     | 1967年 | [ 21 ] |
| 1968年マリクーデター               | マリ             | 1968年 | [ 22 ] |
| 1969年リビアクーデター             | リビア           | 1969年 | [ 23 ] |
| 1969年スーダンクーデター           | スーダン         | 1969年 | [ 24 ] |
| 1969年ソマリアクーデター           | ソマリア         | 1969年 | [ 25 ] |
| 1971年ウガンダクーデター           | ウガンダ         | 1971年 | [ 17 ] |
| 1972年ガーナクーデター             | ガーナ           | 1972年 | [ 26 ] |
| 1973年ルワンダクーデター           | ルワンダ         | 1973年 | [ 27 ] |
| エチオピア革命                     | エチオピア       | 1974年 | [ 28 ] |
| 1975年ナイジェリアクーデター       | ナイジェリア     | 1975年 | [ 29 ] |
| 1975年チャドクーデター             | チャド           | 1975年 | [ 30 ] |
| 6月4日ガーナクーデター             | ガーナ           | 1979年 | [ 31 ] |
| 1979年赤道ギニアクーデター         | 赤道ギニア       | 1979年 | [ 32 ] |
| 1980年リベリアクーデター           | リベリア         | 1980年 | [ 33 ] |
| 1980年ギニアビザウクーデター       | ギニアビサウ     | 1980年 | [ 34 ] |
| 1980年オートボルタクーデター       | ブルキナファソ   | 1980年 | [ 35 ] |
| 1981年中央アフリカ共和国クーデター | 中央アフリカ     | 1981年 | [ 36 ] |
| 1981年ガーナクーデター             | ガーナ           | 1981年 | [ 31 ] |
| 1982年オートボルタクーデター       | ブルキナファソ   | 1982年 | [ 37 ] |
| 1983年オートボルタクーデター       | ブルキナファソ   | 1983年 | [ 38 ] |
| 1983年ナイジェリアクーデター       | ナイジェリア     | 1983年 | [ 39 ] |
| 1984年モーリタニアクーデター       | モーリタニア     | 1984年 | [ 40 ] |
| 1985年ウガンダクーデター           | ウガンダ         | 1985年 | [ 17 ] |
| 1985年ナイジェリアクーデター       | ナイジェリア     | 1985年 | [ 41 ] |
| 1985年スーダンクーデター           | スーダン         | 1985年 | [ 24 ] |
| 1986年ウガンダクーデター           | ウガンダ         | 1986年 | [ 17 ] |
| 1987年チュニジアクーデター         | チュニジア       | 1987年 | [ 42 ] |
| 1989年スーダンクーデター           | スーダン         | 1989年 | [ 24 ] |
| 1990年チャドクーデター             | チャド           | 1990年 | [ 30 ] |
| 1991年マリクーデター               | マリ             | 1991年 | [ 22 ] |
| 1991年トーゴクーデター             | トーゴ           | 1991年 | [ 20 ] |
| 1992年アルジェリアクーデター       | アルジェリア     | 1992年 | [ 43 ] |
| 1992年シエラレオネクーデター       | シエラレオネ     | 1992年 | [ 44 ] |
| 1994年ガンビアクーデター           | ガンビア         | 1994年 | [ 45 ] |
| 1996年ブルンジクーデター           | ブルンジ         | 1996年 | [ 46 ] |
| 1999年コートジボワールクーデター   | コートジボワール | 1999年 | [ 47 ] |

### 21世紀
21世紀に入り、クーデターは長期的には減少傾向にある。2012年や2021年は一時的にクーデターが増加している。特に西アフリカでクーデターが増加している。2019年から2023年の3年間にかけて起きたクーデターは8回で、いずれの軍政も民政移管を拒んでいる。
| 名称                               | 発生国         | 発生年 | 備考               |
| ---------------------------------- | -------------- | ------ | ------------------ |
| 2003年中央アフリカ共和国クーデター | 中央アフリカ   | 2003年 | [ 50 ] [ 51 ]      |
| 2003年ギニアビサウクーデター       | ギニアビサウ   | 2003年 | [ 34 ] [ 52 ]      |
| 2005年モーリタニアクーデター       | モーリタニア   | 2005年 | [ 53 ]             |
| 2008年モーリタニアクーデター       | モーリタニア   | 2008年 | [ 53 ] [ 54 ]      |
| マダガスカル・クーデター           | マダガスカル   | 2009年 | [ 55 ]             |
| ニジェール軍事クーデター (2010年)  | ニジェール     | 2010年 | [ 56 ]             |
| エジプト革命 (2011年)              | エジプト       | 2011年 | [ 11 ] [ 57 ]      |
| マリ軍事クーデター (2012年)        | マリ           | 2012年 | [ 58 ] [ 5 ]       |
| 2012年ギニアビサウクーデター       | ギニアビサウ   | 2012年 | [ 34 ] [ 59 ]      |
| 2013年エジプトクーデター           | エジプト       | 2013年 | [ 60 ] [ 61 ]      |
| 2017年ジンバブエクーデター         | ジンバブエ     | 2017年 | [ 62 ] [ 63 ]      |
| 2019年スーダンクーデター           | スーダン       | 2019年 | [ 64 ] [ 65 ]      |
| マリ軍事クーデター (2020年)        | マリ           | 2020年 | [ 1 ] [ 5 ] [ 8 ]  |
| 2021年マリクーデター               | マリ           | 2021年 | [ 22 ] [ 5 ] [ 8 ] |
| 2021年ギニアクーデター             | ギニア         | 2021年 | [ 66 ] [ 8 ]       |
| 2021年10月スーダンクーデター       | スーダン       | 2021年 | [ 67 ] [ 68 ]      |
| 2022年ブルキナファソクーデター     | ブルキナファソ | 2022年 | [ 69 ] [ 70 ]      |
| 2022年9月ブルキナファソクーデター  | ブルキナファソ | 2022年 | [ 71 ] [ 70 ]      |
| 2023年ニジェールクーデター         | ニジェール     | 2023年 | [ 72 ] [ 73 ]      |
| 2023年ガボンクーデター             | ガボン         | 2023年 | [ 74 ] [ 75 ]      |

## 関連文献
- 片山 正人『現代アフリカ・クーデター全史』叢文社、2005年8月1日。ISBN 4794705239。